# 리사 랑세트
리사 랑세트(Lisa Langseth, 1975년 4월 20일 ~ )는 스웨덴의 영화 감독, 영화 각본가, 극작가이다.

## 영화 작품
- 《퓨어》 (2009)
- 《호텔》 (2013)
- 《유포리아》 (2017)